# آندریاس مولر (بازیکن فوتبال، زاده ۱۹۶۲)
آندریاس مولر (انگلیسی: Andreas Müller؛ زادهٔ ۱۳ دسامبر ۱۹۶۲) بازیکن فوتبال اهل آلمان است.
از باشگاه‌هایی که در آن بازی کرده‌است می‌توان به باشگاه فوتبال اشتوتگارت، باشگاه فوتبال هانوفر ۹۶، و باشگاه فوتبال شالکه ۰۴ اشاره کرد.